# Москіт (ракета)
Ракета «Москіт» (індекс ГРАУ — 3М80, за класифікацією НАТО — SS-N-22 Sunburn) — радянська/російська низьковисотна надзвукова крилата протикорабельна ракета.
Створена у МКБ «Радуга». Головний конструктор — Селезньов Ігор Сергійович. Початок розробки : 1973 рік. Прийняття на озброєння: 1984 рік. Вироблялася на заводі «ПРОГРЕСС» у місті Арсеньєв до 2014 року. Ракета використовується для ліквідації кораблів водотонажністю до 20 000 т. Дальність від 10 до 250 км.

## Конструкція
Ракета 3М80 виконана за нормальною аеродинамічною схемою з Х-подібним розташуванням крила, яке складається, і рульового оперення. На корпусі, що має вигляд тіла обертання з овальною формою носової частини, розташовані чотири бічних повітрозабірники з повітроводами. У носовій частині, під переднім обтічником з радіопрозорим коком, розташована головка самонаведення, за нею — система навігації та автономного управління (автопілот) з радіовисотоміром і акумуляторна батарея. За відсіком системи управління розміщується бойова частина масою близько 300 кг (150 кг припадає на вибухову речовину), далі — паливний бак з системою забору палива. Кормову частину корпусу займає двоступенева рушійна установка.
Крило, рульове оперення, а також повітроводи звареної конструкції виконані з технологічного титанового сплаву ОТ4 і ОТ4-1, що витримує до 350 °С. Лонжерони корпусу виготовлені з корозійностійкої високоміцної сталі ВКЛ-3, обшивка і проміжний набір виконані з титанового сплаву ВТ-5, який тривалий час витримує температури до 400 °С і також має високу корозійну стійкість. Баковий відсік виготовлений з нержавіючої сталі. Передній обтічник — тришаровий, виконаний з склотканини СКАН-Е на сполучному матеріалі К-9-70, а гаргрот — з склотканини Т-10 на тому ж сполучному.
Рушійна установка — комбінована, стартовий двигун — твердопаливний ракетний, а роль маршового двигуна виконує ППРД.
ППРД «Москіта» працює на гасі, однак в деяких джерелах вказують, що маршовий прямоточний двигун — твердопаливний

## Бойове застосування

### Російсько-українська війна
6 травня 2022 року по Миколаївщині противник знов завдав ударів системами залпового вогню БМ-30 «Смерч» та вдарив ракетою типу «Москіт». Постраждалих серед місцевого населення нема.
Під час навчань в липні 2023 року російські військові потопили ракетою «Москіт» з ракетного катера «Ивановец» (проєкту 12411/12411-М) український корвет «Тернопіль», який був захоплений іще в 2014 році в ході окупації Криму.